# Верагуас
Вера́гуас (исп. Veraguas) — одна из провинций Панамы. Административный центр — город Сантьяго-де-Верагуас.

## География
Площадь провинции составляет 10 677 км². Расположена на западе центральной части страны. Граничит с провинциями Чирики и Нгобе-Бугле (на западе), Колон (на северо-востоке), Кокле и Эррера (на востоке), Лос-Сантос (на юго-востоке). На юге омывается водами Тихого океана, на севере — водами Карибского моря. В состав провинции входит крупнейший остров Панамы, Койба, расположенный к западу от полуострова Асуэро.

## Население
Население провинции по данным на 2010 год составляет 226 991 человек. Плотность населения — 21,26 чел./км².

## Административное деление
В административном отношении подразделяется на 12 округов:
- Аталаия
- Калобре
- Канясас
- Ла-Меса
- Лас-Палмас
- Мариато

- Монтихо
- Рио-де-Хесус
- Сан-Франсиско
- Санта-Фе
- Сантьяго
- Сона